# UFC 185
UFC 185: Pettis vs. dos Anjos è stato un evento di arti marziali miste tenuto dalla Ultimate Fighting Championship svolto il 14 marzo 2015 all'American Airlines Center di Dallas, Stati Uniti.

## Retroscena
Questo fu il terzo evento organizzato dalla UFC a Dallas, Stati Uniti.
Nel Main Event della serata si affrontarono il campione Anthony Pettis e lo sfidante Rafael dos Anjos, in un match valido per il titolo dei pesi leggeri UFC. Mentre nel co-main event si affrontarono la campionessa Carla Esparza e 
Joanna Jędrzejczyk, in un incontro valido per il titolo dei pesi paglia femminili.
Matt Brown venne rimosso dall'evento UFC Fight Night: Henderson vs. Thatch, per essere in seguito inserito in questa card contro l'ex campione dei pesi welter Johny Hendricks.
Vagner Rocha doveva affrontare il nuovo arrivato Joseph Duffy. Tuttavia, Rocha si infortunò nei primi giorni di febbraio per poi essere rimpiazzato da Jake Lindsey.
Daron Cruickshank mancò il limite di peso della sua categoria, pesando 71.44 Kg. Successivamente, gli venne data un'altra possibilità per perdere peso, ma anche questa volta non riuscì nell'impresa andando a pesare 71.21 Kg.

## Risultati
|                                                   | Divisione              |                      |                 |                    | Metodo                                  | Round           | Tempo           | Premio          |
| Card Principale                                   | Card Principale        | Card Principale      | Card Principale | Card Principale    | Card Principale                         | Card Principale | Card Principale | Card Principale |
| ------------------------------------------------- | ---------------------- | -------------------- | --------------- | ------------------ | --------------------------------------- | --------------- | --------------- | --------------- |
| Sfida valida per il titolo di campione indiscusso | Pesi Leggeri           | Rafael dos Anjos     | batte           | Anthony Pettis (c) | Decisione unanime (50-45, 50-45, 50-45) | 5               | 5:00            | POTN            |
| Sfida valida per il titolo di campione indiscusso | Pesi Paglia (F)        | Joanna Jędrzejczyk   | batte           | Carla Esparza (c)  | KO (pugni)                              | 2               | 4:17            | POTN            |
|                                                   | Pesi Welter            | Johny Hendricks      | batte           | Matt Brown         | Decisione unanime (30-27, 30-27, 30-27) | 3               | 5:00            |                 |
|                                                   | Pesi Massimi           | Alistair Overeem     | batte           | Roy Nelson         | Decisione unanime (30-27, 30-27, 30-27) | 3               | 5:00            |                 |
|                                                   | Pesi Mosca             | Henry Cejudo         | batte           | Chris Cariaso      | Decisione unanime (30-27, 30-27, 30-27) | 3               | 5:00            |                 |
| Card Preliminare                                  |                        |                      |                 |                    |                                         |                 |                 |                 |
|                                                   | Pesi Leggeri           | Ross Pearson         | batte           | Sam Stout          | KO (pugni)                              | 2               | 1:33            | POTN            |
|                                                   | Pesi Medi              | Elias Theodorou      | batte           | Roger Narvaez      | KO Tecnico (pugni)                      | 2               | 4:07            |                 |
|                                                   | Catchweight (71.21 Kg) | Beneil Dariush       | batte           | Daron Cruickshank  | Sottomissione (rear-naked choke)        | 2               | 2:48            | POTN            |
|                                                   | Pesi Massimi           | Jared Rosholt        | batte           | Josh Copeland      | KO Tecnico (pugni)                      | 3               | 3:12            |                 |
|                                                   | Pesi Mosca             | Ryan Benoit          | batte           | Sergio Pettis      | KO Tecnico (pugni)                      | 2               | 1:34            |                 |
|                                                   | Pesi Leggeri           | Joseph Duffy         | batte           | Jake Lindsey       | KO Tecnico (calcio in testa e pugni)    | 1               | 1:47            |                 |
|                                                   | Pesi Gallo (F)         | Germaine de Randamie | batte           | Larissa Pacheco    | KO Tecnico (pugni)                      | 2               | 2:02            |                 |

## Premi
I lottatori premiati ricevettero un bonus di 50.000 dollari.
Legenda:
- POTN: Performance of the Night (viene premiato il vincitore per la migliore performance dell'evento)

## Incontri Annullati
|  | Divisione    |              |        |              | Motivo                   |
|  | ------------ | ------------ | ------ | ------------ | ------------------------ |
|  | Pesi Leggeri | Vagner Rocha | contro | Joseph Duffy | Rocha subì un infortunio |